# Lijst van voetbalinterlands Bhutan - Hongkong
Deze lijst van voetbalinterlands is een overzicht van alle officiële voetbalwedstrijden tussen de nationale teams van Bhutan en Hongkong. De landen speelden tot op heden ier keer tegen elkaar. De eerste ontmoeting, een kwalificatiewedstrijd voor het Wereldkampioenschap voetbal 2018, werd gespeeld in Hongkong op 11 juni 2015. Het laatste duel, een kwalificatiewedstrijd voor het Wereldkampioenschap voetbal 2026, vond plaats op 17 oktober 2023 in Thimphu.

## Wedstrijden
| № | Datum    | Plaats          | Competitie           | Wedstrijd         | Uitslag |
| - | -------- | --------------- | -------------------- | ----------------- | ------- |
| 1 | Hongkong | 11 juni 2015    | WK 2018 kwalificatie | Hongkong – Bhutan | 7 – 0   |
| 2 | Thimphu  | 13 oktober 2015 | WK 2018 kwalificatie | Bhutan – Hongkong | 0 – 1   |
| 3 | Hongkong | 12 oktober 2023 | WK 2026 kwalificatie | Hongkong − Bhutan | 4 − 0   |
| 4 | Thimphu  | 17 oktober 2023 | WK 2026 kwalificatie | Bhutan − Hongkong | 2 − 0   |

## Samenvatting
| Competitie      | Totaal gespeeld | Winst Bhutan | Gelijk | Winst Hongkong | Doelsaldo Bhutan – Hongkong |
| --------------- | --------------- | ------------ | ------ | -------------- | --------------------------- |
| WK-kwalificatie | 4               | 1            | 0      | 3              | 2 − 12                      |
| Totaal          | 4               | 1            | 0      | 3              | 2 − 12                      |